# Persvrijheid in Turkije
De persvrijheid in Turkije is vastgelegd in artikel 26 van de Turkse grondwet maar is in de praktijk niettemin beperkt en bovendien verder ingeperkt sinds de landelijke Gezi Park-protesten in 2013, en de mislukte staatsgreep van 2016. Dit artikel bespreekt de geschiedenis van de persvrijheid in het land.

## Persvrijheid in de vroege republiek
De persvrijheid stond in Turkije al direct vanaf het ontstaan van de republiek onder druk. Op 27 maart 1923 wurgde Topal Osman, lijfwacht van Atatürk, Ali Şükrü Bey, een van de prominente leiders van de eerste Turkse oppositiepartij de Tweede Groep, en eigenaar van het tijdschrift Tan. Şükrü en zijn partijgenoten gebruikten het tijdschrift om hun kritiek op Mustafa Kemal te verspreiden, onder andere op zijn misdaden tegen etnische minderheden.

## Persvrijheid onder militaire dictatuur
Verschillende militaire coups hadden een grote impact op de persvrijheid in Turkije gedurende de 20e eeuw. Journalisten verdwenen in de gevangenis, kranten en tijdschriften werden verboden.

## Persvrijheid onder Recep Tayyip Erdoğan
Tijdens Erdoğans ambtstermijnen werden meer dan honderd journalisten gevangengezet en bekleedt Turkije op de Press Freedom Index eind 2012 rang 154 van de 179 opgenomen landen. Honderden studenten werden ervan beschuldigd lid te zijn van illegale organisaties en gearresteerd voor het ondermijnen van de staat. Erdoğan wordt ook bekritiseerd voor zijn politisering van de media, vooral na de demonstraties in 2013. De Republikeinse Volkspartij (CHP) beweert dat meer dan 1863 journalisten hun baan hebben verloren als gevolg van hun verzet tegen de regering. Journalisten van het kritische Cihan News Agency en de krant Zaman werden herhaaldelijk uitgesloten van het bijwonen van persconferenties en de mogelijkheid om vragen te stellen. Verschillende kritische journalisten, zoals Soner Yalçın werden gearresteerd als een onderzoek naar een vermeende staatsgreep.
Opmerkelijke gevallen van censuur van de media vonden plaats tijdens de demonstraties in 2013 tegen de regering, toen de mainstreammedia geen enkel nieuws uitzonden over de demonstraties tot 3 dagen na het begin. Het gebrek aan media-aandacht werd gesymboliseerd door CNN International, dat wel verslag deed van de demonstraties, terwijl CNN Türk op hetzelfde moment een documentaire over pinguïns uitzond. De Hoge Raad van Radio en Televisie (RTÜK) gaf een boete aan kritische nieuwszenders, waaronder Halk TV en Ulusal Kanal, voor hun berichtgeving van de demonstraties en beschuldigde hen van het tonen van beelden die "moreel, fysiek en mentaal destabiliserend zouden zijn voor kinderen". Erdoğan werd bekritiseerd wegens het niet reageren op de beschuldigingen van media-intimidatie, en veroorzaakte internationale verontwaardiging toen hij journaliste Amberin Zaman van The Economist vertelde dat zij haar plaats moest weten en haar een 'schaamteloze militante' noemde tijdens zijn campagne voor de presidentsverkiezingen in 2014. Erdoğan werd opnieuw bekritiseerd voor het ontvangen van onevenredige media-aandacht in vergelijking met zijn rivalen tijdens diezelfde verkiezingen. De Britse krant The Times beweerde dat tussen 2 en 4 juli de staatszender TRT 204 minuten besteedde aan Erdoğans campagne en minder dan 3 minuten aan die van zijn beide rivalen.

### Bemoeienis met Turkse media
Uit gelekte telefoongesprekken in 2014 bleek dat Erdoğan hoogstpersoonlijk censuur oplegt aan de Turkse media. Te horen is hoe Erdoğan direct belt met managers van televisiestations om speeches van oppositiepartijen te stoppen, of om nieuws uit de lichtkrant te laten verwijderen. Ook zijn zoon Bilal zou persoonlijk druk uitoefenen op de Turkse media. Enkele dagen na het verschijnen van de tapes erkende Erdoğan de authenticiteit ervan. Uit gesprekken die later naar buiten kwamen zou blijken dat Erdoğan tevens druk uitoefende op de Turkse media om zijn mogelijk toekomstige tegenstander Mustafa Sarıgül minder aandacht te geven. Een uitzending van een populaire islamitische prediker zou onder druk van Erdoğan zijn afgebroken. In een telefoongesprek voert Erdoğan druk uit op de hoofdredacteur van de krant Star. Volgens Erdoğan had deze redacteur persoonlijke interesses en zouden zulke mensen niet thuishoren in een redactie. De betrokken journalisten werden later ontslagen. De hoofdredacteur van Star nam kort hierna zijn ontslag omdat hij vond dat hij niet langer achter de krant kon staan, die volgens hem de politieke tweespalt in de maatschappij vergroot. Ook Erdoğans dochter Sümeyye bleek betrokken bij manipulatie van media; in een gesprek met de Turkse publieke omroep TRT is te horen hoe zij de opdracht geeft om nep-Twitteraccounts te gebruiken voor een campagne.
Uit andere gelekte gesprekken en documenten zou tevens blijken dat Erdoğan een geheim fonds had opgezet om de Turkse mediagiganten Sabah en ATV over te nemen. In ruil voor publieke aanbestedingen van onder andere het derde vliegveld van Istanboel zou zijn gevraagd een donatie in het fonds te doen. Volgens de Turkse oppositie zou Erdoğan zo indirect eigenaar zijn geworden van deze bedrijven. Erdoğan zou ook druk hebben uitgevoerd op bevriende zakenlieden om de failliete krant Akşam en het televisiestation SKYtürk360 over te nemen. Erdoğan zou tevens zijn minister van Justitie onder druk hebben gezet om de kritische mediamagnaat Aydın Doğan veroordeeld te krijgen. In een speech in Ankara op 5 maart bevestigde Erdoğan de authenticiteit van dit gesprek. In maart 2014 verbood de Turkse media-autoriteit (RTÜK) 35 programma's van de zender Samanyolu (Melkweg) van Fethullah Gülen. Volgens RTÜK zouden deze programma's een eenzijdig beeld geven van het nieuws. De Europese Commissie riep hierna de Turkse regering op om de onafhankelijkheid van de media-autoriteit te garanderen. Op 27 maart werd de zender KanalTürk verboden. Tijdens de verkiezingen werden websites van oppositiemedia (waaronder Taraf, Zaman en Cihan) gehackt en met DDoS-aanvallen platgelegd. Staatsmedia gaven een compleet andere tussenstand dan private media, en de telling werd in verschillende delen van het land onderbroken door ongebruikelijke stroomstoringen.
Journalisten krijgen in Turkije steeds meer te maken met fysieke beperkingen aan hun werk. Na de mijnramp in Soma op 14 mei 2014 werd het stadje na een grote anti-regeringsdemonstratie van de buitenwereld afgesloten. Advocaten en journalisten mochten de stad niet in. Dit gebeurde tevens na de Bomaanslag in Reyhanlı in 2013, na de luchtaanval op een groep jonge smokkelaars in Uludere/Roboski eind 2011 en na de gijzeling van 80 Turken in Mosoel door de terreurbeweging ISIS. Bij deze incidenten werden 'mediastiltes' opgelegd, nadat de lokale bevolking de regering als schuldige aanwees en in diverse steden de straat op ging.

### Manipulatie van opiniepeilingen
Uit de uitgelekte telefoontaps bleek tevens dat Erdoğan zich bezighield met het manipuleren van politieke peilingen. Zo zou volgens een peiling van Habertürk in 2013 nog 36,8% achter de AKP staan. Dit cijfer bleek echter in het voordeel van de regeringspartij te zijn gemanipuleerd. De eindredacteur van de krant die in het geluidsfragment spreekt over de manipulatie bevestigde kort na het verschijnen de authenticiteit van de opname. De AKP maakte hierna bekend dat de partij van plan was om 800.000 aan de partij gelieerde 'toezichthouders' in de stembureaus te plaatsen, om te voorkomen dat mensen 'gemanipuleerd' zouden worden om niet op de AKP te stemmen. Veel oppositieleden vroegen zich af of de verkiezingen nog wel eerlijk zullen verlopen. Ook andere peilingsbureaus zouden onder druk hun cijfers hebben aangepast; zo zou de AKP in werkelijkheid al geruime tijd onder de 40% liggen. Erdoğan heeft gezegd uit de politiek te stappen bij een uitslag onder dit percentage.

### Strijd tegen sociale media
Volgens critici is de nieuwe restrictieve internetwetgeving die in 2014 werd aangenomen bedoeld om de bevolking te weerhouden de telefoontaps te horen. De wet geeft de regering het recht elke website te blokkeren zonder tussenkomst van een rechter. Sinds de wet werd aangenomen zijn diverse websites geblokkeerd waarop taps werden geüpload, waaronder SoundCloud en Vimeo. Erdoğan dreigde ook om YouTube en Facebook te verbieden na de lokale verkiezingen eind maart. De minister van Communicatie verdedigde zo'n verbod, omdat er volgens hem op het internet beledigingen worden geuit richting Erdoğan. Een verbod op Facebook zou Turkije plaatsen in het rijtje Iran, Syrië en China. Enkel China heeft meer internetcensuur, en Turkije heeft de meeste opgesloten journalisten van enig land in de wereld. Enkele uren na een toespraak van premier Erdoğan op 20 maart werd Twitter zonder tussenkomst van een rechter geblokkeerd. In de toespraak zei Erdoğan over de kritiek op het verbod: 'De internationale gemeenschap kan dit of dat zeggen, het maakt mij allemaal niets uit'. Over andere sociale media zei hij: 'We zullen ze allemaal uitroeien.' Europese en Amerikaanse politici lieten zich direct fel uit over het verbod. De 12 miljoen Turkse twitteraars trokken zich niets aan van het verbod en bleven via VPN-tunnels tweeten; het aantal tweets nam met 33% toe en zelfs ministers gingen ermee door. Enkele uren na het verbod verzond president Gül een tweet waarin hij aangaf dat het sluiten van sociale media 'niet geaccepteerd kan worden'. Het Amerikaanse ministerie van Buitenlandse Zaken noemde het verbod een vorm van '21e-eeuwse boekverbranding'. Nadat ook URL-verkorters, DNS-servers en VPN-providers waren geblokkeerd, groeide het aantal dagelijkse nieuwe Tor-netwerk-gebruikers met 700%. Op 27 maart werd YouTube zonder tussenkomst van een rechter geblokkeerd. Tijdens de verkiezingen maakte Google bekend dat de Turkse overheid diverse van hun DNS-serveradressen had gekaapt. Turkse internetproviders hebben een gemodificeerde serverkloon geïnstalleerd die al het ongewenste verkeer blokkeert en mogelijk persoonlijke informatie verzamelt. Ook OpenDNS en Level 3 Communications bevestigden dat hun DNS-serveradressen waren gekaapt. Het Turks constitutioneel hof vernietigde de blokkade op Twitter op 3 april, omdat het de vrijheid van meningsuiting zou beperken. Toch bleven sommige internetproviders de website nog tot dagen na de uitspraak blokkeren. Nadat Erdoğan felle kritiek uitte op de beslissing van het hof opende de hoogste Turkse rechtbank een eigen Twitteraccount. Het constitutioneel hof vernietigde op 30 mei tevens het verbod op YouTube. Desondanks worden mensen in Turkije tot lange gevangenisstraffen veroordeeld voor het kiezen van een provocerende nickname of avatar op sociale media.
Turkije wordt geclassificeerd als een van de grootste 'vijanden van het internet' en een 'land onder toezicht', niet alleen vanwege censuur van het internet, maar ook vanwege andere overtredingen op het gebied van privacy en vrije meningsuiting. Tijdens de protesten van 2013 zei Erdoğan in een op televisie uitgezonden toespraak: "De politie was er gisteren, is er vandaag en zal er morgen zijn. Het Taksimplein mag geen plaats zijn waar marginale groepen vrij rondlopen." Nadat gebruikers van sociale media zoals Twitter waren opgespoord, gearresteerd en beschuldigd van het "aanzetten tot haat en openbare vijandigheid", verklaarde Erdoğan: 

Sociale media vind ik de ernstigste bedreiging voor de samenleving
— Recep Tayyip Erdoğan

### Hernieuwde aanval op vrijheid van meningsuiting
In december 2014 heropende Erdoğan als president de strijd tegen zijn tegenstanders. Twitter-lek binnen de Turkse regering FuatAvni kondigde op 11 december een massa-arrestatie aan van meer dan 150 journalisten van linkse en aan Fethullah Gülen gelieerde kranten. De volgende dag zei Erdoğan tijdens een toespraak dat hij opnieuw in het 'hol' van zijn vijand zou treden, en dat deze organisaties vernietigd zullen worden. Op 14 december begon de operatie met de uitvaardiging van arrestatiebevelen van journalisten en medewerkers van politie en inlichtingendiensten. Zeker 31 mensen werden gearresteerd, onder wie de hoofdredacteuren van de krant Zaman en tv-zender Samanyolu. Volgens het staatspersbureau Anadolu Agency worden de journalisten verdacht van een poging om de staat omver te werpen met 'intimidatie en dreigementen'. Naar aanleiding van de arrestaties lieten de Europese Commissie, de voorzitter van het Europees Parlement en verschillende Europese fracties weten zich grote zorgen te maken over persvrijheid in Turkije. Ook Human Rights Watch en het CPJ veroordeelden de operatie. In januari 2015 hoorde journaliste Sedef Kabaş het OM 5 jaar gevangenisstraf eisen voor een enkele tweet die zij over het corruptieonderzoek had gepost. Een minderjarige jongen die Erdoğan zou hebben beledigd tijdens een protest werd gearresteerd. Journaliste Mine Bekiroğlu werd vervolgd voor een 'beledigende' Facebookpost over Erdoğan een jaar eerder. Voormalig Miss Turkey Merve Büyüksaraç werd gearresteerd en vervolgd voor een satirisch gedicht dat ze had gepost op Instagram. In de eerste paar maanden van zijn presidentschap werden ruim 70 mensen, waaronder ook kinderen, vervolgd voor het uiten van beledigingen op sociale media en tijdens demonstraties. Tevens werden in de eerste maanden van 2015 tientallen mensen gearresteerd, waaronder veel politieagenten die bij het corruptieonderzoek betrokken zouden zijn geweest. Twee cartoonisten werden tot 1 jaar gevangenisstraf veroordeeld wegens een cover van het satirische blad Penguen, die beledigend zou zijn voor Erdoğan. Twee andere journalisten van de linkse krant Cumhurriyet werden veroordeeld tot 2 jaar celstraf voor het herpubliceren van een tekening van de profeet Mohammed van Charlie Hebdo

### Aanvallen op kantoren media
Nadat de seculiere krant Hürriyet een cynisch citaat van Erdoğan twitterde als reactie op de dood van vele Turkse dienders werd de krant zelf doelwit van aanvallen. Een boze menigte geleid door de voorzitter van de jongerenafdeling van de AKP bestormde het gebouw en richtte er een ravage aan. Ook andere media werden aangevallen, waaronder gebouwen van Sabah en ATV. Na de eerste aanval gaf de leider van de jeugdbeweging in een interview met de officiële staatskrant Anadolu Agency aan dat de rellen door zouden gaan. Later in de week werd Hürriyet opnieuw aangevallen. Enkele dagen na de aanvallen op de krant maakte de Turkse justitie bekend dat zij een onderzoek naar het mediaconcern van de krant was gestart voor het maken van 'propaganda voor een terreurorganisatie'. Tijdschrift Nokta werd vervolgd voor een photoshop van Erdoğan op de cover. Tientallen televisiezenders werden verboden, waaronder 15 'pro-Koerdische' zenders. De Nederlandse Fréderike Geerdink, die als enige buitenlandse journalist actief was in het Koerdische zuidoosten, werd gedeporteerd omdat de strijd tussen de PKK en het Turkse leger oplaaide. De kritische journalist Ahmet Hakan werd door AKP-leden in elkaar geslagen en moest in het ziekenhuis worden opgenomen. De hoofdredacteur van de Engelstalige krant Today's Zaman Bülent Keneş werd gearresteerd wegens een tweet waarin hij president Erdoğan beledigd zou hebben. Journalist Necati Doğru van de links-nationalistische krant Sözcü werd op dezelfde dag veroordeeld tot 11 maanden gevangenisstraf wegens het beledigen van Erdoğan. Een jaar na zijn aantreden waren al ruim 700 mensen vervolgd voor het 'beledigen' van de president. Ook twee kinderen van 12 en 13 hoorden het OM tot wel 4 jaar gevangenisstraf eisen voor het verscheuren van een afbeelding van Erdoğan. Een journalist van de krant BirGün werd vervolgd voor een beschuldiging van corruptie die hij had verstopt in een cryptogram, maar vervolgens werd hij veroordeeld tot 21 maanden cel voor een acrostichon grap in zijn verweer
Enkele dagen voor de landelijke verkiezingen op 1 november 2015 werd het grote mediaconcern Koza Ipek door de staat onder curatele gesteld, op grond dat het zou zijn gefinancierd door een "terroristische organisatie" (de Gülenbeweging). De tv-zenders van het concern konden na de overname over het internet toch nog enkele uren uitzenden, tot de politie de kantoren bestormde. Op de dag na de overname wisten de redacties alsnog een kleine oplage te printen in de persen van Hürriyet. Medewerkers werden uitgescholden en wie protesteerde kreeg op staande voet ontslag. De eerste dag van het verschijnen van de kranten onder nieuwe redactie stonden zij compleet vol propaganda voor Erdoğan en de AKP. De originele redactie van Bugün gingen echter op internet door met het publiceren onder de naam Özgür Bugün (Vrij Bugün), waardoor er van de krant nu twee versies verschijnen. Begin maart 2016 werd de Zaman Media Groep, eigenaar van onder andere de grootste krant van Turkije, onder curatele geplaatst. De curator ontsloeg direct de eindredacteur, blokkeerde de toegang van alle redacteuren tot het interne netwerk en liet de redactie afsluiten van het internet. Door deze maatregelen werd voortzetting van de journalistieke activiteiten onmogelijk gemaakt. Bij een demonstratie voor de deur van het hoofdkantoor vuurde de politie vanaf korte afstand honderden plastic kogels recht in het publiek. Vrouwen kregen kogels in hun gezicht.
Als reactie op de aanvallen op de persvrijheid en vrijheid van meningsuiting schreven meer dan 50 eindredacteuren van internationale media een open brief naar president Erdoğan.

### Vervolging journalisten voor landverraad
Journalisten Can Dündar en Erdem Gül publiceerden in mei 2015 in hun krant Cumhurriyet belastende foto's waarop te zien is hoe de Turkse inlichtingendienst MİT vrachtwagens vol zware wapens naar Syrië transporteert. De wapens zouden bedoeld zijn voor het aan al-Qaida gelieerde al-Nusra. Erdoğan reageerde verbolgen op de publicatie en liet de twee door zijn advocaat vervolgens vervolgen voor landverraad. Tevens liet de president zich meermaals laatdunkend uit over de twee. Op 6 mei 2016 vond een mislukte moordaanslag plaats op Dündar. De schutter riep 'verrader' en schoot enkele malen, maar raakte Dündar niet. Enkele uren na de moordpoging werden Dündar en zijn collega veroordeeld tot bijna 6 jaar cel voor het bekendmaken van staatsgeheimen.

### Beperking van vrijheid van meningsuiting buiten Turkije
De beperking van journalistieke vrijheid achtervolgt Erdoğan tevens in het buitenland. Bij een bezoek aan Brussel mochten journalisten tijdens een persconferentie geen vragen stellen. Toen een Belgische journalist Erdoğan een vraag stelde over de gevangenschap van een Iraaks-Koerdische VICE-journalist werd zij bedreigd door een woordvoerder van de Belgische regering. Belgische journalisten van Turkse afkomst werden door de Turkse overheid geweerd van het staatsbezoek. Ook de Europese Commissie gaf aan nog weinig heil te zien om de Turken tegen te spreken op het gebied van mensenrechten of persvrijheid. Om Erdoğan niet voor het hoofd te stoten heeft de Europese Commissie tevens de publicatie van het toetredingsrapport, dat uiterst kritisch is over de mensenrechtensituatie in het land, geblokkeerd tot na de verkiezingen van 1 november. Volgens rapporteur Kati Piri is het voor het eerst dat de publicatie van de toetredingsrapporten is uitgesteld, en is er door de commissie geen verklaring afgegeven over het uitstel. Toen demonstranten een toespraak van Erdoğan in het Zuid-Amerikaanse Ecuador verstoorden grepen zijn bodyguards hardhandig in. Op beelden is te zien hoe de beveiligers enkele dames bij de nek grijpen, de mond dicht duwen en ze ruw afvoeren. Bij een mannelijke demonstrant zouden zij een gebroken neus hebben geslagen. Na de gebeurtenissen riep Ecuador de Turkse ambassadeur op het matje. Bij een toespraak van Erdogan bij de denktank Brookings in Washington D.C. vielen zijn bodyguards demonstranten aan die voor de deur stonden en pakten hun spandoeken af. De Amerikaanse politie moest de journalisten beschermen voor aanvallen van de staf van Erdogan. Een uitzending van de Duitse publieke omroep ZDF werd na uitzending gecensureerd wegens een satirisch gedicht over Erdogan. In het gedicht, genaamd "Schmähkritik" (Drog-kritiek), werd hij onder andere een pedofiel genoemd. Komiek Jan Böhmermann werd voor zijn gedicht door Erdoğan in Duitsland aangeklaagd voor belediging. Wegens bedreigingen van Erdogan-fanatici moest Böhmermann onderduiken. De leider van de Berlijnse piratenpartij werd tevens gearresteerd door de Duitse politie nadat hij het gedicht van Böhmermann had voorgedragen tijdens een demonstratie. De Turkse regering heeft tevens proberen te voorkomen dat een Zweedse zender een documentaire over de Armeense Genocide uitzond. De Turkse ambassadeur bij de Europese Unie eiste in april 2016 dat de EU de subsidie voor het concertproject "Aghet" van de Dresdner Sinfoniker ter herdenking van dezelfde genocide zou intrekken. De Europese Commissie vroeg het orkest het woord 'genocide' uit de voorstelling te halen. De Turkse ambassade in Zwitserland vroeg de overheid een foto te verwijderen uit een tentoonstelling over de Gezi Park protesten in Genève. Op de foto was een spandoek te zien met een tekst die de schuld van de dood van de 15-jarige Belkin Ervan bij Erdoğan legde. Op 21 april werd bekend dat verschillende Turkse consulaten in Nederland een brief hadden verstuurd aan Turkse organisaties en personen met de vraag om naam en adresgegevens te melden van personen die beledigingen uitten op sociale media richting President Erdogan of de 'Turkse natie'. Later meldde het Rotterdamse consulaat dat het om een verkeerde woordkeus van een medewerker zou gaan. Op 23 april 2016 werd de Nederlands-Turkse columniste Ebru Umar gearresteerd in haar vakantiehuis in Kuşadası en in verdenking gesteld van belediging van Erdogan en de Turkse natie. Haar arrestatie kwam enkele uren nadat ze op Twitter had gewezen op het bestaan van de kliklijn. De dag na haar arrestatie werd er tevens ingebroken bij haar huis in Amsterdam. Eind april 2017 blokkeerde Turkije alle versies van Wikipedia. Turkije eist dat bepaalde informatie op Wikipedia wordt aangepast. Bij een bezoek aan Washington DC in mei 2017 vielen Erdogan's bodyguards betogers aan, waarbij twee zwaargewonden vielen. Te zien is hoe bodyguards door een politielinie heenbreken en op een klein groepje demonstranten afrennen. De bodyguards van Erdogan schopten vervolgens herhaaldelijk op de gezichten van de demonstranten, die op de grond lagen. Volgens het Turkse staatspersbureau Anadolu grepen de bewakers in omdat 'de politie niet luisterde naar Turkse oproepen om in te grijpen'. President Erdogan, die tientallen meters verder in een auto zat toe te kijken, zou zijn bewakers persoonlijk hebben opgeroepen de demonstranten aan te vallen. De burgemeester van Washington noemde de gewelddadige aanval op een vreedzame demonstratie een "schoffering van de waarden van DC en onze rechten als Amerikanen". Senator John McCain riep de Amerikaanse regering op om de Turkse ambassadeur uit te zetten

### Vervolging van academici
Op 11 januari 2016 werd een petitie bekendgemaakt waar 1128 Turkse academici hun handtekening onder hadden gezet. De petitie veroordeelde het geweld van het Turkse leger in het zuidoosten van het land, dat voornamelijk burgerslachtoffers kent. Erdoğan noemde de wetenschappers landverraders en terroristen. Tientallen hoogleraren werden onder verdenking gesteld van het verspreiden van "terroristische propaganda", het oproepen tot haat en geweld en belediging van het Turkse volk, anderen werden op staande voet ontslagen. De veroordeelde crimineel en maffiabaas Sedat Peker gaf een publicatie uit waarin hij de wetenschappers bedreigde met de dood: "We zullen douchen in jullie bloed". Wegens de intimidaties groeide het aantal ondertekenaars door tot boven de 2000. Nadat de leider van de grootste oppositiepartij kritiek uitte op de beslissing van de Turkse regering om de wetenschappers te arresteren liet Erdoğan zijn politieke tegenstander vervolgen. De Britse academicus Chris Stephenson die aan de Bilgi Universiteit in Istanbul doceerde hoorde het Turkse Openbaar Ministerie vijf jaar gevangenisstraf eisen voor het maken van "terroristische propaganda". Stephenson was gearresteerd tijdens een demonstratie tegen de arrestatie van Turkse wetenschappers.

### Propagandafilms
Erdoğan liet enkele speelfilms maken over zijn politieke carrière. Code Name: K.O.Z. kwam uit in 2015 en schoot direct naar de laagste positie op de populaire website IMDb. Honderden bioscopen door het land werden verplicht blockbusters te schrappen om wekenlang de propagandafilm te vertonen. Toen bleek dat vrijwel niemand de film wilde zien werden de kaartjes gratis weggegeven. De film vertelt het verhaal van een politiek complot tegen de regering. Na de mislukte coup van 15 juli 2016 werd een korte film samengesteld voor vertoning op scholen na de opening van het nieuwe schooljaar. In de film, die wordt begeleid door spannende muziek, wordt het narratief van de overheid uitgedragen; de "terroristische" beweging van Fetullah Gulen zou de democratie omver hebben proberen te werpen, maar dit werd gestopt door de "martelaren" van het gewone volk. De speelfilm Reis (opperhoofd) komt eind 2016 uit en vertelt gedramatiseerd het verhaal van zijn leven.